# Gudang Batu
Gudang Batu is een bestuurslaag in het regentschap Indragiri Hulu van de provincie Riau, Indonesië. Gudang Batu telt 1078 inwoners (volkstelling 2010).